# Maoutia ambigua
Maoutia ambigua är en nässelväxtart som beskrevs av Hugh Algernon Weddell. Maoutia ambigua ingår i släktet Maoutia och familjen nässelväxter. Inga underarter finns listade i Catalogue of Life.